# Short Sporting Type
El hidroavión Short Sporting Type fue un hidroavión biplano monomotor que voló por primera vez en 1919, siendo el primer avión de Shorts posterior a la Primera Guerra Mundial. Originalmente diseñado según una especificación de la Real Fuerza Aérea (RAF) emitida durante la guerra por dos hidroaviones de entrenamiento, se produjeron tres aviones como negocio comercial. Sólo se vendió el primero, los otros dos fueron canibalizados para obtener piezas y luego desguazados en 1924.
Este diseño a menudo se conoce como Short Shrimp (camarón), aunque este nombre se aplicó sólo al primer Sporting Type.

## Diseño
El Sporting Type fue diseñado para cubrir la especificación de la RAF número RAF XXXII. Era un biplano monomotor de cuatro asientos con dos flotadores de madera montados sobre soportes arriostrados mediante cables, por debajo del fuselaje. Contaba con dos cabinas, la delantera para el piloto y un pasajero sentados en tándem, la otra para dos pasajeros sentados uno al lado del otro; la cabina trasera también podría funcionar como espacio de carga, aumentando la flexibilidad operativa del avión. El fuselaje era de construcción en   semimonocasco de contrachapado con un recubrimiento de tela.
Las alas superior e inferior eran de igual envergadura y cuerda; en el primer avión (denominado Shrimp) el ala inferior tenía un ligero diedro, mientras que el ala superior era plana. En los dos aviones posteriores, ambas alas tenían el mismo diedro. Los tres ejemplares estaban equipados con alas plegables (que Shorts había desarrollado y patentado en los años 1913-1915).
En la vista en planta, los flotadores principales gemelos, como los del Short N.2B, tenían el frente cuadrado con un ligero aumento en la manga de delante hacia atrás, mientras que la popa se estrechaba hasta una punta como un arco en inglete. Tenían un fondo cóncavo (los bordes estaban protegidos por tiras de metal) y un rediente agudo a aproximadamente los ¾ de la longitud; se instaló un flotador de cola en el fuselaje debajo del plano de cola convencional. Adjunto a la parte trasera del flotador de cola había un timón de rodaje, con una placa de caída adicional que mejoraba la dirección en el agua y que, gracias al montaje con bisagras en el extremo delantero, se elevaría hasta su hueco en el flotador de cola al entrar en contacto con la tierra al varar. Los flotadores en las puntas alares se consideraron innecesarios. Un dibujo detallado, que apareció en la revista Flight de 1920, mostraba el conjunto del empenaje y el flotador de cola, incluida la placa de caída abisagrada del timón.
También había provisión para la instalación de ruedas de varada: cada flotador tenía un tubo transversal estanco al que se podía acoplar una rueda principal, y había un casquillo para una rueda de cola giratoria desmontable en la parte trasera del flotador de cola, justo delante del timón de rodaje. En la revista Flight se publicó una fotografía lateral del Sporting Type (tomada en Olympia en julio de 1920), que muestra la rueda de varado de babor en su lugar.

## Desarrollo
El primero de los tres Sporting Type (Shrimp), estaba propulsado por un motor Beardmore 160 hp de 119 kW (160 hp). Matriculado como G-EAPZ, fue volado por primera vez el 10 de diciembre de 1919 por el piloto de pruebas J.L. Parker. Poco después fue comprado por el australiano Lebbeus Hordern, que aprendió a volar en él. Habiendo reemplazado el motor Beardmore por el Siddeley Puma de 172 kW (230 hp), lo envió a Australia en 1921, donde se volvió a registrar como G-AUPZ en junio de 1922 (más tarde VH-UPZ). El Shrimp se utilizó en dos reconocimientos de la costa de Nueva Guinea, durante los cuales se filmó una película, que luego se proyectó en el Reino Unido con el nombre de "Pearls and Savages" (Perlas y Salvajes). Se estrelló en el puerto de Sídney en enero de 1923 y fue dado de baja.
Los otros dos Sporting Type permanecieron sin nombre. El segundo fue equipado inicialmente con el motor Puma y voló por primera vez el 28 de julio de 1920, después de haber sido exhibido ese mismo mes en el centro de exposiciones Olympia de Londres. Parker descubrió que tenía mayor estabilidad lateral que el Shrimp, debido al diedro de ambas alas. Tras un accidente en septiembre del mismo año, el Puma fue sustituido por un motor Hispano-Suiza de 224 kW (300 hp). El tercer avión, que voló por primera vez el 21 de enero de 1921, fue equipado con el motor Puma. Ninguno de los aviones se vendió y ambos fueron retirados del servicio y canibalizados de motores e instrumentos antes de ser desguazados en 1924.

## Especificaciones (con motor Siddeley Puma)
Referencia datos: Barnes & James 1989, pp.159-162.

### Características generales
- Tripulación: Uno (piloto)
- Capacidad: Tres pasajeros
- Longitud: 11,2 m (36,7 ft)
- Envergadura: 13,6 m (44,5 ft)
- Superficie alar: 47 m² (505,9 ft²)
- Peso cargado: 1612 kg (3552,8 lb)
- Planta motriz: 1× motor lineal de 6 cilindros refrigerado por agua Siddeley Puma.
  - Potencia: 170 kW (234 HP; 231 CV)
- Hélices: Bipala de paso fijo

### Rendimiento
- Velocidad máxima operativa (Vno): 153 km/h (95 MPH; 83 kt)
- Alcance: 430 km (232 nmi; 267 mi)

## Aeronaves relacionadas

### Aeronaves similares
- Short N.2B